# Мали Алаш
Мали Алаш (алб. Hallaç i Vogël) је насеље у општини Липљан, Косово и Метохија, Република Србија.

## Становништво
| Демографија | Демографија | Демографија |
| Година      | Становника  | Становника  |
| ----------- | ----------- | ----------- |
| 1948.       | 142         |             |
| 1953.       | 201         |             |
| 1961.       | 346         |             |
| 1971.       | 460         |             |
| 1981.       | 769         |             |
| 1991.       | 885         |             |